# 漢原陵
汉原陵是中国汉光武帝刘秀及其皇后阴丽华的合葬陵园，位于河南省洛阳市北的邙山。原陵於建武二十六年（50年）開始營建。曹丕提到原陵曾經被盜掘。
汉原陵的具体位置目前存在争议，其墓址曾长期被认为是位于河南省孟津县白合乡铁谢村。该墓冢俗称“刘秀坟”，面积4.6公顷，南依邙山，北靠黄河，墓高20米，周长500米。墓前建附属建筑物。2001年，“刘秀坟”以“汉光武帝陵”的名称被列入第五批全国重点文物保护单位邙山陵墓群。然而，随着近年来的考古发现，关于原陵的位置也有大汉冢和722号汉代大冢等说法。

## 位置争议
北宋开宝年间，在孟津县铁谢村的“刘秀坟”立有《大宋新修后汉光武皇帝祠碑》，因此自宋朝以来，“刘秀坟”长期被认为是汉原陵的所在地。2003年起，随着对邙山陵墓群开展的一系列调查与勘测，也有一些考古学者提出了不同的意见。
铁谢村“刘秀坟”的位置与古籍记载存在出入，据西晋皇甫谧《帝王世纪》记载，原陵“东南去雒阳十五里”，而“刘秀坟”与汉魏洛阳故城的距离远远大于十五里。而且铁谢村海拔较低，距离黄河较近，被认为不符合帝王择陵的条件。因此，目前的主流观点认为铁谢村的“刘秀坟”并非汉原陵，而可能是北魏期间建造的方泽坛。
关于汉原陵的位置，目前以两种观点为主。第一种观点认为大汉冢（也被认为是汉安帝恭陵）为原陵。根据《古今注》和《帝王世纪》等古籍记载，原陵“山方三百二十三步”，约149.98米，是东汉帝陵中最大的封土，与大汉冢的156米直径相仿。另外，大汉冢的封土附近发现了规模较大的建筑基址群，附近还采集到有“汉室中兴”的字样的残碑，都是大汉冢为汉原陵的例证。
另一种观点则认为位于朱仓村的722号汉代大冢为原陵，而与之相邻稍小的707号汉代大冢则为后陵。根据文献记载，东汉帝陵中只有原陵的陵园设有垣墙，而目前只有722号汉代大冢的陵园周边发现有夯土基槽。另外，该冢的陵园布局体现了西汉帝陵制度的诸多遗留，可被看作两汉陵寝的过渡阶段。东侧的朱仓村也曾采集有“原陵监丞”封泥。这些都表明722号汉代大冢可能是原陵。
2022年4月，吉林大学考古学院主办了“东汉邙山五陵陵位论争”线上考古沙龙，有国内数家考古机构参与。围绕五座东汉帝陵的陵位争议，与会考古专家形成了两种观点，分为甲乙双方进行了讨论。最终评议人均倾向于乙方观点（原陵：722号汉代大冢、恭陵：大汉冢、宪陵：二汉冢、怀陵：三汉冢、文陵：刘家井村大冢），但同时也强调这只是阶段性认识，仍需要通过更多的考古成果进行验证。

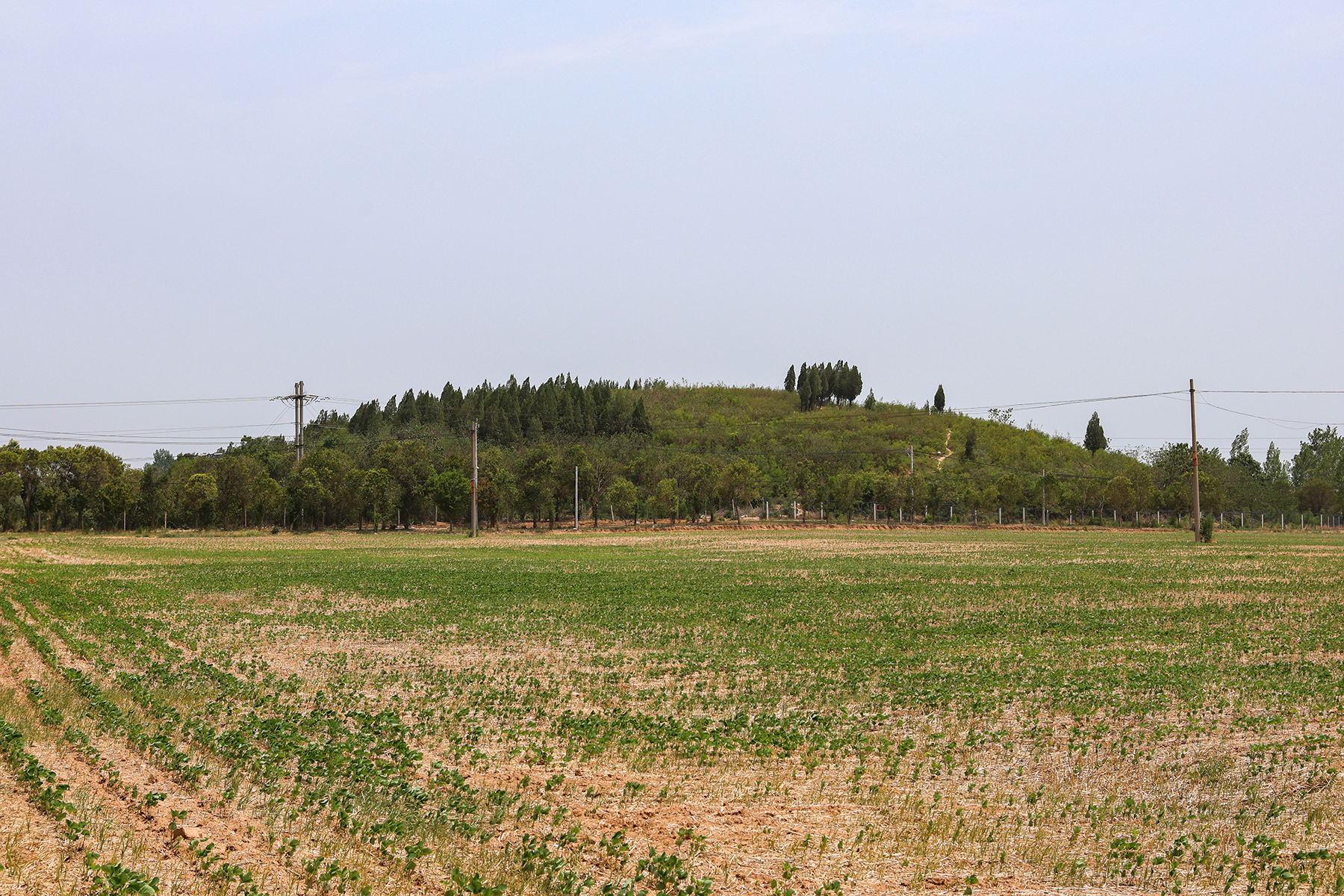
大汉冢
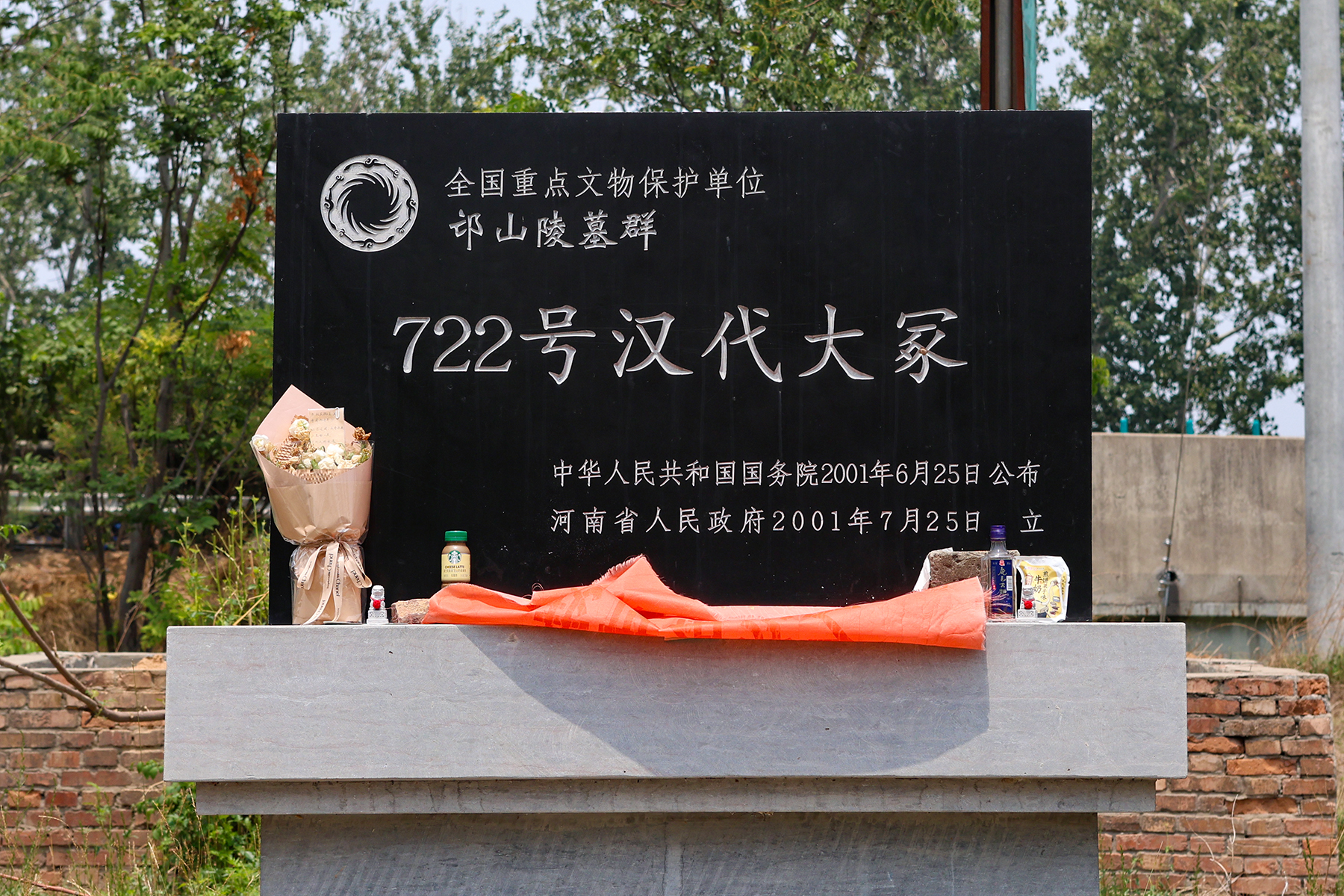
722号汉代大冢的文保标识